# Pollacra

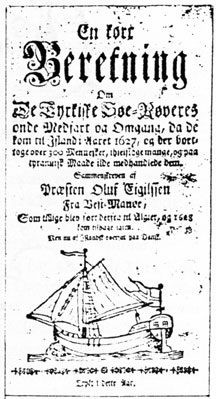
Reçresentacio de la pollacra de Murat Reis el Jove.

Una pollacra és un vaixell de vela. Una pollacra del segle xix tenia el buc i l'aparell molt semblant al del bergantí rodó. La diferència estava en els pals. El bergantí en tenia tres de tres peces cadascun, amb cofes i creueres. La pollacra arborava pals tiples de dues peces sense cofes, només amb creueres.
Les pollacres eren vaixells pràcticament exclusius de la Mediterrània.

## Avantatges sobre un bergantí
L'aparell simplificat de la pollacra permetia tripulacions més reduïdes que les dels bergantins, amb prestacions pràcticament idèntiques.